# لیندا کارلسون
لیندا کارلسون (زاده ۲۱ ژوئیه ۱۹۸۲) که بیشتر با نام هنری خانم لی شناخته می‌شود، خواننده و ترانه‌سرا سوئدی است. از زمان شروع کار خود در اوایل دهه ۲۰۰۰، او در مجموع هشت آلبوم استودیویی منتشر کرده است و چندین آهنگ او در تبلیغات سوئدی و همچنین مجموعه‌های تلویزیونی آمریکایی متعددی به نمایش درآمده است.
لیندا کارلسون در ۲۱ ژوئیه 1982  در بورلنیه، سوئد به دنیا آمد. در بزرگسالی به استکهلم نقل مکان کرد.

## آهنگ‌شناسی

### آلبوم‌ها
| سال  | اطلاعات | فهرست برترین‌های سوئد |
| ---- | --- | -------------------- |
| ۲۰۰۶ | شبانگاه دل شکسته بلوز - منتشر شده: ۲۲ نوامبر 2006 - برچسب: ملی - فرمت: سی دی LP دانلود دیجیتال                     | ۶۰                   |
| ۲۰۰۷ | خدا کمان را در آسمان قرار داد - منتشر شده: ۲ مه ۲۰۰۷ - برچسب: ملی - فرمت: سی دی، LP، دانلود دیجیتال                | ۲۹                   |
| ۲۰۰۷ | آهنگ‌های دختری - منتشر شده: ۱۷ اکتبر 2007 - برچسب: ملی - فرمت: سی دی، LP، دانلود دیجیتال                            | ۲۳                   |
| ۲۰۰۹ | رقص تمام راه به خانه - منتشر شده: ۳۱ مارس 2009 - برچسب: ملی - فرمت: سی دی، LP، دانلود دیجیتال                      | ۸                    |
| ۲۰۱۱ | ضربات و زخم‌ها - منتشر شده: ۱۶ مارس 2011 - برچسب: ملی - فرمت: سی دی، LP، دانلود دیجیتال                             | ۱۳                   |
| ۲۰۱۲ | خواب تانجرین - منتشر شده: ۱۰ اکتبر 2012 - برچسب: ملی - فرمت: سی دی، LP، دانلود دیجیتال                             | ۱۱                   |
| ۲۰۱۳ | گرگ‌ها - منتشر شده: ۱۰ آوریل 2013 - برچسب: ملی - فرمت: سی دی، LP، دانلود دیجیتال                                    | ۲                    |
| ۲۰۱۷ | راهنمای زن برای نجات - منتشر شده: ۲۴ نوامبر 2017 - برچسب: سونی موزیک - فرمت: سی دی، LP، دانلود دیجیتال             | ۲۷                   |
| ۲۰۲۱ | همه چیز رو از دست دادم - منتشر شد: ۲۴ سپتامبر 2021 - برچسب: Pistol Packin' Music - فرمت: سی دی، LP، دانلود دیجیتال | 1                    |
| ۲۰۲۱ | بی رحم شگفت‌انگیز - منتشر شد: ۱۲ نوامبر 2021 - برچسب: موسیقی پیستول پیکین - فرمت: دانلود دیجیتال                    | -بله.                |

### آلبوم‌های تألیفی
| سال  | اطلاعات                                                                                         | فهرست برترین‌های سوئد |
| ---- | ----------------------------------------------------------------------------------------------- | -------------------- |
| ۲۰۰۷ | بهترین‌های ۰۶۱۱۲۲‒۰۷۱۱۲۲ - منتشر شده: ۲۵ دسامبر 2007 - برچسب: ملی - فرمت: CD، LP، دانلود دیجیتال | ۱۱                   |
| ۲۰۱۲ | مجرد و منتخب - تاریخ انتشار: ۷ نوامبر 2012 - برچسب: ملی - فرمت: CD, LP، دانلود دیجیتال          | ۱۵                   |

### آلبوم چندآهنگه
- Så mycket bättre 2012 – Tolkningar (2012)[۱۲]
- Så mycket bättre – Tolkningarna (2019)[۱۳]

### تک آهنگها
| عنوان                                                              | سال  | موقعیت‌های بالای نمودار | موقعیت‌های بالای نمودار | گواهینامه‌ها          | آلبوم                         |
| عنوان                                                              | سال  | فهرست برترین‌های سوئد   | رتبه‌بندی سرگرمی جی‌اف‌ک  | گواهینامه‌ها          | آلبوم                         |
| ------------------------------------------------------------------ | ---- | ---------------------- | ---------------------- | -------------------- | ----------------------------- |
| "او پسر" [آلفا بالا 1]                                             | ۲۰۰۶ | ۸                      | -بله.                  |                      | شبانگاه دل شکسته بلوز         |
| "بزرگ بر تو"                                                       | ۲۰۰۷ | -بله.                  | -بله.                  |                      | شبانگاه دل شکسته بلوز         |
| "ببخشید، اون مال من است"                                           | ۲۰۰۷ | ۴۶                     | -بله.                  |                      | خدا کمان را در آسمان قرار داد |
| صبح بخیر                                                           | ۲۰۰۷ | -بله.                  | -بله.                  |                      |                               |
| "Om du verlassen mig nu" ( (با لارس وینربک) )                      | ۲۰۰۷ | ۱                      | -بله.                  | - GLF: 2× پلاطینوم   | دوگاو                         |
| "بگذارش بره"                                                       | ۲۰۰۷ | -بله.                  | -بله.                  |                      | خدا کمان را در آسمان قرار داد |
| "باید مشکلاتم را پشت سر بگذارم"                                    | ۲۰۰۷ | -بله.                  | -بله.                  |                      | آهنگ‌های دختری                 |
| "با با با"                                                         | ۲۰۰۸ | ۴۲                     | -بله.                  |                      | آهنگ‌های دختری                 |
| "من از یه دختر شنیدم"                                              | ۲۰۰۹ | ۳۹                     | -بله.                  |                      | رقص تمام راه به خانه          |
| "در تمام راه خانه رقص می‌کنیم"                                      | ۲۰۰۹ | -بله.                  | -بله.                  |                      | رقص تمام راه به خانه          |
| " دختر احمق "                                                      | ۲۰۰۹ | -بله.                  | -بله.                  |                      | رقص تمام راه به خانه          |
| "شنگری لا بورژوازی" (با آماندا جنسن)                               | ۲۰۱۰ | -بله.                  | -بله.                  |                      | رقص تمام راه به خانه          |
| "من نمی‌توانم از ذهنت خارج شوم"                                     | ۲۰۱۱ | -بله.                  | -بله.                  |                      | ضربات و زخم‌ها                 |
| "تو می تونی این کار رو بکنی (خیلی بهتر بدون من) "                  | ۲۰۱۱ | -بله.                  | -بله.                  |                      | ضربات و زخم‌ها                 |
| "بگیرش"                                                            | ۲۰۱۱ | -بله.                  | -بله.                  |                      | ضربات و زخم‌ها                 |
| "دلی من می پرتابد"                                                 | ۲۰۱۲ | -بله.                  | -بله.                  |                      | خواب تانجرین                  |
| " چهره‌های پلاستیکی "                                               | ۲۰۱۲ | -بله.                  | ۵۷                     |                      | خواب تانجرین                  |
| "اون شب میاد"                                                      | ۲۰۱۲ | ۱۶                     | -بله.                  | - GLF: طلا [3]       | خیلی بهتر 2012 - Tolkningar   |
| "نه، منتظرم"                                                       | ۲۰۱۲ | ۴۰                     | -بله.                  |                      | خیلی بهتر 2012 - Tolkningar   |
| "۱"                                                                | ۲۰۱۲ | ۱۹                     | -بله.                  | - GLF: طلا [3]       | خیلی بهتر 2012 - Tolkningar   |
| " قاتل عشق "                                                       | ۲۰۱۳ | ۴۷                     | -بله.                  |                      | خیلی بهتر 2012 - Tolkningar   |
| " بالاخره یافتم"                                                   | ۲۰۱۴ | -بله.                  | -بله.                  |                      |                               |
| "بونفایر"                                                          | ۲۰۱۶ | - [آلفا بالا 3]        | -بله.                  |                      | راهنمای زن برای نجات          |
| "آکوالنگ"                                                          | ۲۰۱۷ | -بله.                  | -بله.                  |                      | راهنمای زن برای نجات          |
| "عشق درد می‌کند"                                                    | ۲۰۱۷ | -بله.                  | -بله.                  |                      | راهنمای زن برای نجات          |
| "روز مرگم (میخوام که جشن بگیریم) "                                 | ۲۰۱۷ | - [آلفا بالا 4]        | -بله.                  |                      | راهنمای زن برای نجات          |
| "دن وینترتید نوهای"                                                | ۲۰۱۸ | ۲۳                     | -بله.                  | - GLF: طلا [3]       | تک‌آهنگ‌های خارج از آلبوم       |
| "بلومورنا" ((با "پتر"))                                            | ۲۰۱۹ | - [آلفا بالا 5]        | -بله.                  |                      | تک‌آهنگ‌های خارج از آلبوم       |
| "لِو نُ دُر سن"                                                       | ۲۰۱۹ | ۱                      | -بله.                  | - GLF: 5× پلاتین [3] | خیلی بهتره                    |
| "تا تمام چیز‌ها به پایان بروند"                                     | ۲۰۱۹ | ۶۹                     | -بله.                  |                      | خیلی بهتره                    |
| "همه چیز خوب است"                                                  | ۲۰۱۹ | ۶۱                     | -بله.                  |                      | خیلی بهتره                    |
| "از اول شروع به پرواز میکنه"                                       | ۲۰۱۹ | ۱۹                     | -بله.                  |                      | خیلی بهتره                    |
| "کافه و سیگار"                                                     | ۲۰۱۹ | ۴۶                     | -بله.                  |                      | خیلی بهتره                    |
| "دوباره زندگی"                                                     | ۲۰۱۹ | - [آلفا بالا 6]        | -بله.                  |                      | خیلی بهتره                    |
| "مضاعف شده"[برخ-آلفا 7]                                            | ۲۰۲۰ | ۲                      | -بله.                  | - GLF: 3× پلاتین [3] | همه چیز رو از دست دادم        |
| "ستارکار"[۱]                                                       | ۲۰۲۰ | ۲۶                     | -بله.                  | - گلف: پلاتین        | همه چیز رو از دست دادم        |
| "تراپی"[۱۹]                                                        | ۲۰۲۰ | ۳۹                     | -بله.                  |                      | همه چیز رو از دست دادم        |
| "Förlåt"[10]                                                       | ۲۰۲۱ | ۲۷                     | -بله.                  | - گلد                | همه چیز رو از دست دادم        |
| "Instructionsboken"[11]                                            | ۲۰۲۱ | ۱۸                     | -بله.                  | - گلف: پلاتین        | همه چیز رو از دست دادم        |
| "Utan dig"[12]                                                     | ۲۰۲۱ | ۲۶                     | -بله.                  |                      | همه چیز رو از دست دادم        |
| "مشکک لوله"[۱۳][9]                                                 | ۲۰۲۱ | ۳۶                     | -بله.                  |                      | همه چیز رو از دست دادم        |
| "X"                                                                | ۲۰۲۲ | ۲                      | -بله.                  |                      |                               |
| "هالس گود"                                                         | ۲۰۲۲ | ۴                      | -بله.                  |                      |                               |
| "Ålddomshemmet"                                                    | ۲۰۲۳ | ۱۶                     | -بله.                  |                      |                               |
| "Våran sång" (Sveriges Officiella VM-låt 2023)                     | ۲۰۲۳ | ۴                      | -بله.                  |                      |                               |
| "مستاگ"                                                            | ۲۰۲۴ | 12                     | -بله.                  |                      |                               |
| " - " به معنی یک تک آهنگ است که نمودار نشده است یا منتشر نشده است. |      |                        |                        |                      |                               |